# 스즈키 다이치 (1967년)

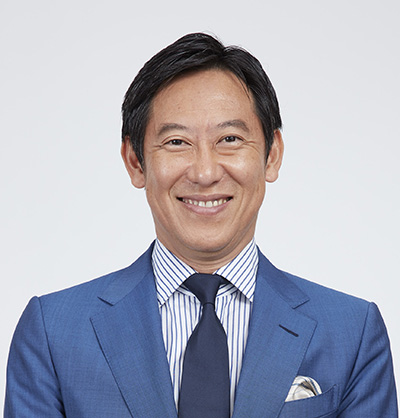

스즈키 다이치(鈴木大地, 1967년 3월 10일 ~ )는 일본의 전 수영 선수이자 체육학자, 관료, 정치인이다.
1986년 아시안 게임(서울)에 참가하여 남자 100m 배영과 남자 400m 혼계영 종목에서 각각 금메달을 수상했다. 1987년 하계 유니버시아드에 참가하여 남자 100m 배영과 남자 200m 배영 종목에서 각각 금메달을 수상했다. 1988년 서울 올림픽에 참가하여 100m 배영 종목에서 금메달을 수상했다.
준텐도 대학 체육학 석사(1993년), 동 대학 의학 박사(2007년) 학위를 취득하고 준텐도 대학의 스포츠건강학과 교수로 취임했다. 2015년 신설된 일본 스포츠청의 초대 장관으로 임명되었다. 2017년부터 국제수영연맹 이사를 맡았고 2021년부터 일본수영연맹 회장으로 있다. 2025년 제27회 일본 참의원 의원 통상선거에서 자유민주당 도쿄도련의 옹립을 받아 도쿄도 선거구에 출마하였다.